# Economische Vrijheidsstrijders
De Economische Vrijheidsstrijders (Engels: Economic Freedom Fighters) is een politieke partij in Zuid-Afrika. De partij is opgericht door Julius Malema, voormalig leider van de ANC-Jeugdliga, en zijn aanhangers in 2013. De partij deed mee aan de Zuid-Afrikaanse parlementsverkiezingen in 2014, 2019 en 2024.
Julius Malema is de 'commander-in-chief' van de beweging. Floyd Shivambu, Sam Tshabalala en Fana Mokoena vormen het centraal commando. Mbuyiseni Ndlozi is de woordvoerder van het EFF.

## Ideologie
De EFF ziet zich zelf als een "radicale, linkse, anti-kapitalistische en anti-imperialistische beweging met een internationalistische kijk die aan de verkiezingen in Zuid-Afrika behoort deel te nemen". Ze wil basisrechten voor migranten, landonteigening zonder compensaties, de nationalisering van de mijnsector en andere belangrijke economische sectoren, een einde aan het uitbesteden van overheidstaken via openbare aanbestedingen en gratis onderwijs en gezondheidszorg. Het keert zich tegen het ANC dat volgens Malema een 'rechtse, neo-liberale en kapitalistische agenda heeft die de meerderheid van de Zuid-Afrikanen in de marge van de economie heeft gehouden'. Op het vlak van buitenlands beleid streeft het EFF naar meer handel tussen de Afrikaanse landen en de ultieme integratie van het Afrikaanse continent door het opheffen van nodeloze grenzen, zoals de Zuid-Afrikaanse grenzen met Botswana, Lesotho, Namibië en Swaziland.
Malema benadrukte dat ook blanke Zuid-Afrikanen welkom zijn bij de EFF, maar dat zij wel het beleid van landherverdeling dat hij voorstaat moeten aanvaarden. "Blanken moeten bereid zijn het land te delen. Wie zijn wij dat we zouden zeggen dat zij in zee gedreven moeten worden?" voegde hij toe.

## Verkiezingsuitslagen
| Jaar | stemmen   | %      | zetels |
| ---- | --------- | ------ | ------ |
| 2014 | 1.169.259 | 6,35%  | 25     |
| 2019 | 1.881.521 | 10,79% | 44     |
| 2024 | 1.529.961 | 9,52%  | 39     |